# 票汇
票汇（demand draft，D/D），贸易术语，是国际贸易的付款方式之一。
银行收汇款人申请，代其开立银行即期汇票，支付一定金额给收款人。票汇与电汇、信汇的不同点在于，票汇由收款人持票登门取款，因而无须通知收款人取款。另外，其汇票经汇款人背书可以转让流通，这是电汇与信汇的收款人所无法做到的。

## 流程
1. 汇款人填写票汇申请书，并交款付费给汇出行；
2. 汇出行开立银行即期汇票交给汇款人，由汇款人寄给受款人；
3. 同时，汇出行将汇票通知书寄汇入行；
4. 受款人持汇票向汇入行取款时，汇入行将汇票与原根（汇票通知书）核对无误后，解付票款给受款人。

## 特点
票汇有两个特点：一是汇入行无须通知收款人取款，而由收款人上门自取；二是收款人通过背书可以转让汇票，因而到银行领取汇款的，有可能并不是汇票上列明的收款人本人，而是其他人。这样票汇牵涉的当事人可能就多于电汇和信汇这两种方式。 
在国际贸易实务中，进出口商的佣金、回扣、寄售货款、小型样品与样机、展品出售和索赔等款项的支付，常常采取票汇方式汇付。 
即期外汇凭证除付款委托书、银行汇票外，还有商业汇票、支票、旅行支票等等。 

## 其他汇款方式
- 电汇
- 信汇